# Kurši
Kurši (latvijski: Kurši, litavski: Kuršiai, njemački: Kuren), ponekad i Kuronci, ime je jednog od baltičkih plemena, koje je živjelo na uskom pojasu baltičke obale od 1. do 14. stoljeće na području današnje Litve i Latvije.
Kurlandija je dobila ime po Kuršima, koje Rimbert prvi spominje 867. pod imenom – Chori.

## Povijest i karakteristike
Kurši su smatrani “najbrutalnijim plemenom” među Baltima. Taj im je epitet dao njemački kroničar Adam iz Bremena, ali se pretpostavlja da je to zbog toga što je Kurlandija od 8. do 9. stoljeća bila metom nekoliko neuspješnih napada skandinavskih zemalja.
Danci su 853. napali Kurlandiju, a o toj kampanji pisao je Hamburgško-bremenski nadbiskup Rimbert u svojoj hagiografiji sv. Ansgara – „Danci su skupili mnoštvo brodova i otputovali u Kurlandiju, koju su htjeli poharati i porobiti. Ta je zemlja imala pet država. Kad su ljudi saznali za njihov dolazak, skupili su se na jedno mjesto i zauzeli muževnu obranu. 
U bitci su uništili Dance, opljačkali njihove brodove i oduzeli im zlato, srebro i drugo blago.”
Švedski kralj Olof Skötkonung napao je 854. Kurlandiju s velikom flotom i 7000 ratnika. Šveđani su uništili kuršku utvrdu Seeburg, (gradinu kod današnje Grobiņe) i nakon tog napali prijestolnicu Apuolė. 
Kurši su osam dana branili svoju prijestolnicu, ali su devetog dana opsade započeli pregovore sa Šveđanima, svoju slobodu
otkupili su srebrom i predajom 30 taoca kao garancijom buduće lojalnosti.
Pošto Kurši nisu uspjeli izgraditi svoju državu, bili su prisiljeni priznati vlast Livonskog bratstva mača i Livonskog reda u 13. stoljeću. 
Pobunili su se nakon pobjeda u Bitci kod Saule (1236.) i Bitci kod Durbe (1260.), ali ih je Livonski red uz pomoć Teutonskog viteškog reda konačno pokorio.
Dio Kurša iselio se u Litvu, a južni Kurši asimilirali su se sa Žemajtima, dok su sjeverni Kurši postali Latvijci asimiliravši se sa Zemgalima i Livoncima.
Posljednji govornici kurškog jezika izumrli su u Litvi u 16. stoljeću, tako da se o o tom jeziku gotovo ništa ne zna.

## Vanjske poveznice
- Curonians, the fearsome pirates of the Baltic (engl.), pristupljeno 28. travnja 2022.